# Moreomabele
Moreomabele est une ville du Botswana.